# Herman Le Compte

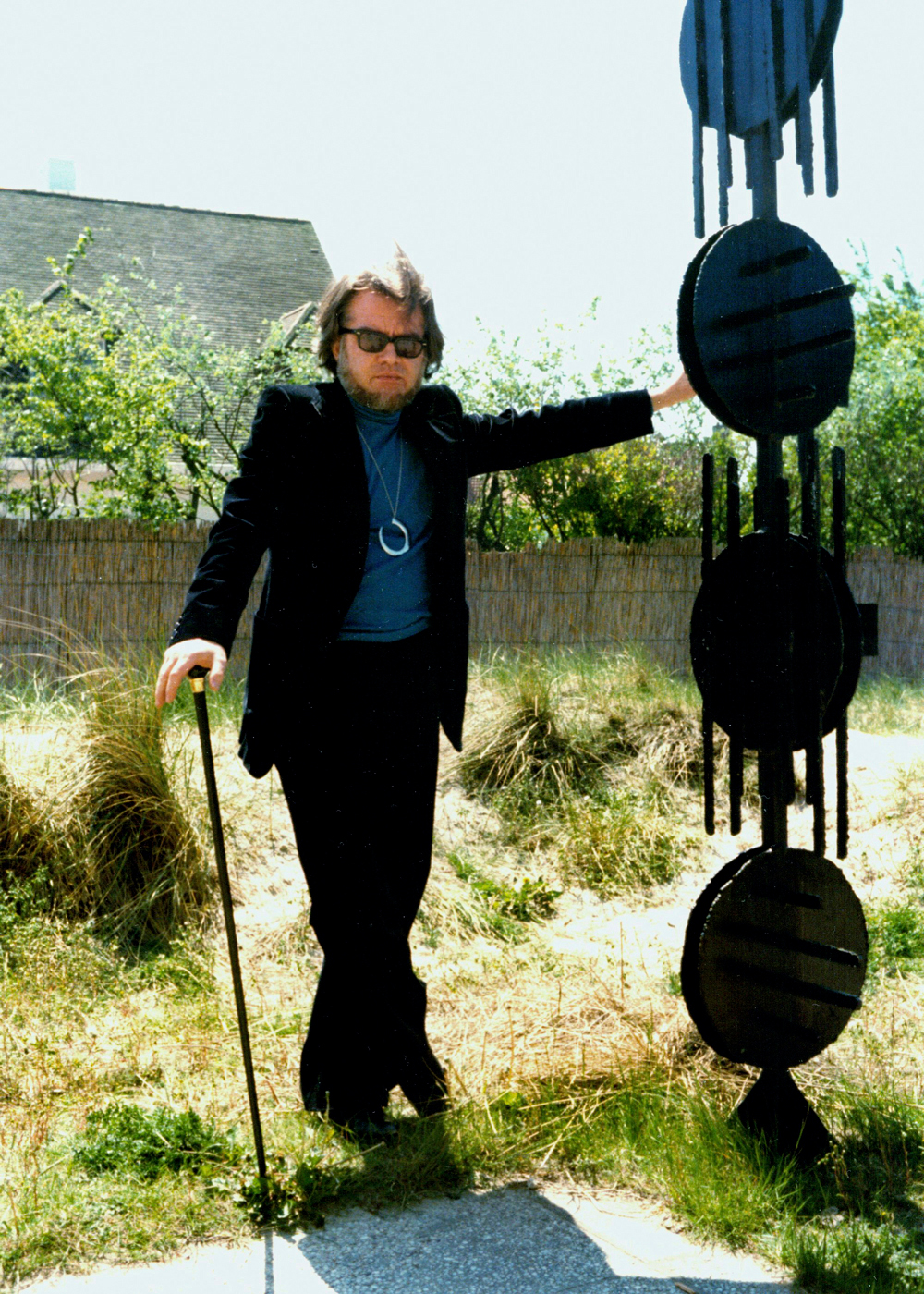
Le Compte in 1976

Herman Le Compte (Aalst, 26 april 1929 – Knokke, 3 januari 2008) was een Vlaams arts. Hij werd tijdens de jaren zeventig bekend via zijn werken en theorieën over ouderdom. In 1972 werd hij vanwege zijn controversiële theorieën en uitspraken door de Orde van geneesheren geschorst.

## Biografie
Herman Le Compte liep humaniora aan het Sint-Jozefscollege (Aalst), geleid door de paters jezuïeten. In latere interviews keek hij met waardering terug op de intellectuele en culturele vorming die hij aan dit college genoot.
In de jaren vijftig werkte hij als arts in Congo. Volgens Le Compte zelf noemde de Bantoestam hem "munganga mandefo", wat "de tovenaar met zijn baard" zou betekenen.
Hij specialiseerde zich in de geriatrie en de gerontologie. Hierbij was vooral zijn eerste Wet van Le Compte van belang: "De veroudering gaat sneller naarmate de tekorten groter en talrijker zijn." Hij werd ook weleens de vitamine-dokter genoemd omdat zijn therapie erin bestond om zijn patiënten te genezen door het toedienen van grote doses vitaminen.
In augustus 1970 verklaarde Le Compte dat zijn patiënten door elke dag vitamine C te slikken een hoge leeftijd zouden kunnen bereiken. Hijzelf volgde deze kuur ook en deed toen de beroemde uitspraak: "Misschien word ik wel duizend jaar!" Deze zin deed in Vlaanderen heel wat stof opwaaien. De Orde van geneesheren schorste hem levenslang wegens ongeoorloofde publiciteit en smaad. De levenslange schorsing werd pas op 26 december 1975 van kracht, maar Le Compte negeerde dit en bleef zijn beroep uitvoeren. Hierom werd hij op 16 februari 1976 gearresteerd. Gedurende vele jaren schreef hij medische artikels in het huis-aan-huis-weekblad De Streekkrant onder de titel "Gezond en gelukkig". Le Compte bleef decennialang rechtszaken aanspannen tegen de Orde der Geneesheren. Pas twintig jaar later werd hij (deels) in het gelijk gesteld door het Europees Hof voor de Rechten van de Mens in Straatsburg en kon hij zijn beroep weer legaal uitoefenen.
Omwille van zijn vaak tegenstrijdige theorieën en zijn vaak ludieke optreden op de tv werd hij weleens beschouwd als de "John Massis van de geneeskunde". Chris Van den Durpel maakte een typetje van hem in het televisiespelprogramma De Drie Wijzen, en van zijn (fictieve) tuinman Kamiel Spiessens. Toen Le Compte te gast was in Schalkse Ruiters werd zijn stopwoord: "A jàààà" een tijd lang een catchphrase. De uitzending werd zo memorabel dat hij een week later mocht terugkeren als gast.
Le Compte heeft vele boeken geschreven, zoals De toekomst van het ouder worden (samen met Cyril Northcote Parkinson).
Le Compte was gehuwd met kunstenares Begga D'Haese en zus van beeldhouwer Roel D'Haese uit Aalst. Waarschijnlijk was het deze connectie die de steeds zieker wordende Louis Paul Boon tegen het eind van zijn leven ter behandeling bij Herman Le Compte bracht. Le Compte had tien kinderen, waaronder één Congolees adoptiekind. Een van zijn kleinkinderen is de dichteres Delphine Lecompte.
In 1999 ging hij na een zware malaria-aanval definitief met pensioen. Op 3 januari 2008 stierf dr. Le Compte op 78-jarige leeftijd aan een hartkwaal.